# Albisu
Albisu ist eine Ortschaft im Westen Uruguays. 

## Geographie
Sie befindet sich auf dem Gebiet des Departamento Salto in dessen Sektor 3. Albisu liegt dabei südöstlich von Colonia 18 de Julio und östlich der Departamento-Hauptstadt Salto. Nördlich ist Garibaldi, nordöstlich San Antonio gelegen.

## Infrastruktur
Der Ort liegt an der Ruta 31.

## Einwohner
Die Einwohnerzahl Albisus beträgt 544 (Stand: 2011), davon 270 männliche und 274 weibliche.
| Jahr | Einwohner |
| ---- | --------- |
| 1963 | 206       |
| 1975 | 137       |
| 1985 | 162       |
| 1996 | 291       |
| 2004 | 464       |
| 2011 | 544       |

Quelle: Instituto Nacional de Estadística de Uruguay